# La legión negra
La legión negra es una película de drama de cine negro estadounidense de 1937 dirigida por Archie Mayo y protagonizada por Humprey Bogart. Con guion de Abem Finkel y William Wister Haines basada en una historia original del productor Robert Lord.
La trama se basa en el secuestro y asesinato en mayo de 1935 en Detroit de Charles A. Poole, un organizador de Works Progress Administration. Doce hombres fueron juzgados y 11 condenados por su asesinato; todos fueron condenados a cadena perpetua.

## Sinopsis
El fanatismo alcanza peligrosas proporciones cuando un empleado se une a un grupo de encapuchados que promueven el odio contra los inmigrantes.

## Reparto
- Humphrey Bogart como Frank Taylor
- Dick Foran como Ed Jackson

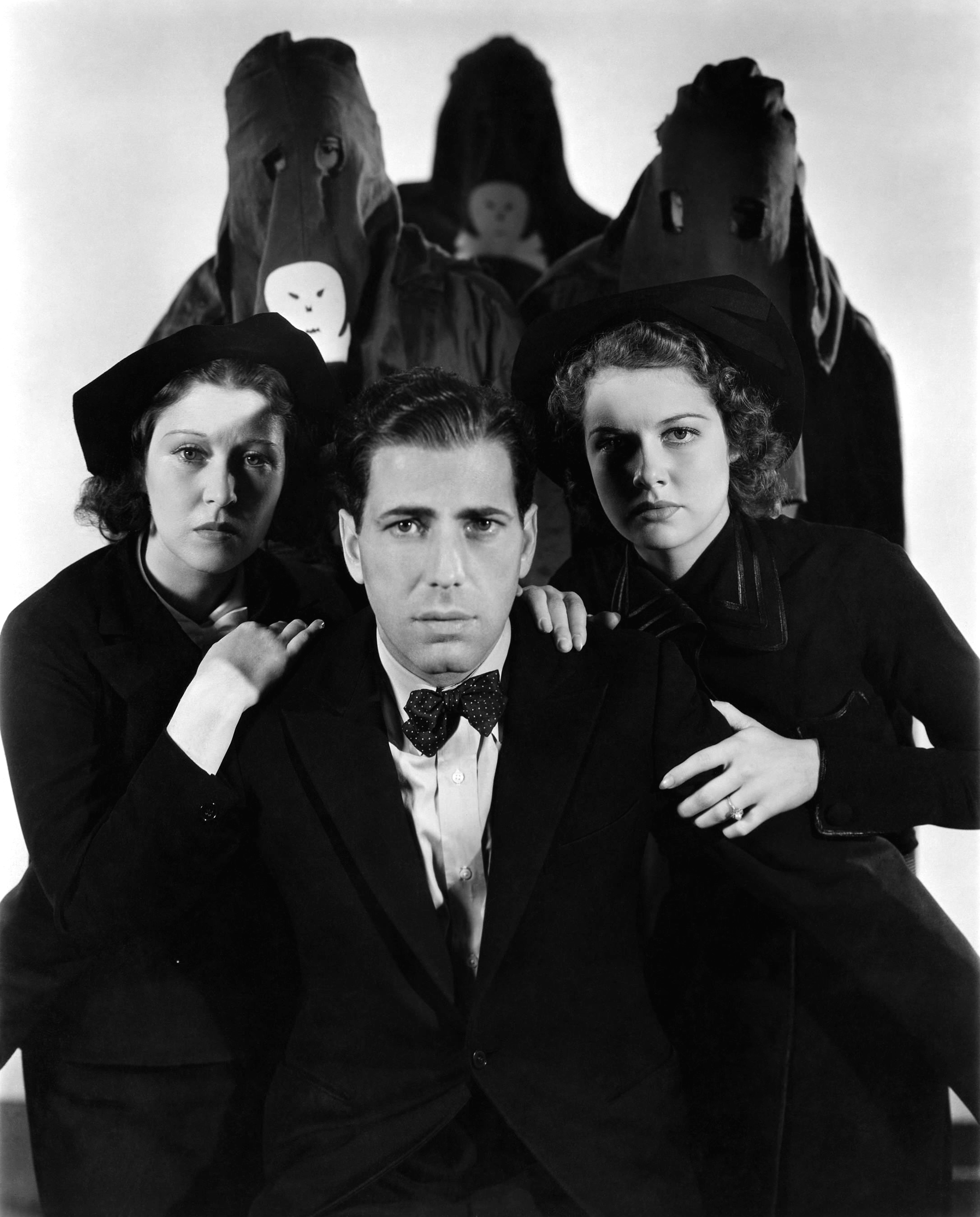
Erin O'Brien-Moore, Humphrey Bogart y Ann Sheridan

- Erin O'Brien-Moore como Ruth Taylor
- Ann Sheridan como Betty Grogan
- Helen Flint como Pearl Danvers
- Joseph Sawyer como Cliff Moore
- Clifford Soubier como Mike Grogan
- Alonzo Price como Alf Hargrave
- Paul Harvey como Billings
- Dickie Jones como Buddy Taylor
- Samuel Hinds como el juez

## Premios y nominaciones
El guion original de Robert Lord recibió una nominación en los Premios Oscar en 1937, pero perdió ante el trabajo de William Wellman y Robert Carson por Ha nacido una estrella. La National Board of Review nombró a La legión negra como una de las diez mejores películas de 1937, y a Humphrey Bogart como uno de los mejores actores del año por su trabajo en la película.